# Olympische Sommerspiele 2020/Teilnehmer (Fidschi)
| Gelbes Symbol für Goldmedaillen mit stilisierten Olympischen Ringen | Graues Symbol für Silbermedaillen mit stilisierten Olympischen Ringen | Braundes Symbol für Bronzemedaillen mit stilisierten Olympischen Ringen |
| ------------------------------------------------------------------- | --------------------------------------------------------------------- | ----------------------------------------------------------------------- |
| 1                                                                   | —                                                                     | 1                                                                       |

Fidschi nahm an den Olympischen Spielen 2020 in Tokio teil. Es war die insgesamt 15. Teilnahme an Olympischen Sommerspielen. Insgesamt starteten 32 Athleten in sechs Sportarten.

## Medaillengewinner

### Gold
| Name | Sportart | Wettkampf |
| --- | -------- | --------- |
| Josua Vakurunabili Iosefo Masi Kalione Nasoko Jiuta Wainiqolo Asaeli Tuivuaka Meli Derenalagi Vilimoni Botitu Waisea Nacuqu Jerry Tuwai Semi Radradra Aminiasi Tuimaba Napolioni Bolaca Sireli Maqala | Rugby    | Männer    |

### Bronze
| Name | Sportart | Wettkampf |
| --- | -------- | --------- |
| Lavena Cavuru Raijieli Daveua Sesenieli Donu Laisana Likuceva Rusila Nagasau Ana Maria Naimasi Alowesi Nakoci Roela Radiniyavuni Viniana Riwai Ana Roqica Vasiti Solikoviti Lavenia Tinai Reapi Ulunisau | Rugby    | Frauen    |

## Teilnehmer nach Sportarten

### Judo
| Athleten        | Wettbewerb | 1. Runde  | 1. Runde | 2. Runde | 2. Runde | Achtelfinale  | Achtelfinale  | Viertelfinale | Viertelfinale | Halbfinale / Trostrunde | Halbfinale / Trostrunde | Finale / Platz 3 | Finale / Platz 3 | Rang |
| Athleten        | Wettbewerb | Gegner    | Ergebnis | Gegner   | Ergebnis | Gegner        | Ergebnis      | Gegner        | Ergebnis      | Gegner                  | Ergebnis                | Gegner           | Ergebnis         | Rang |
| --------------- | ---------- | --------- | -------- | -------- | -------- | ------------- | ------------- | ------------- | ------------- | ----------------------- | ----------------------- | ---------------- | ---------------- | ---- |
| Männer          |            |           |          |          |          |               |               |               |               |                         |                         |                  |                  |      |
| Tevita Takayawa | bis 100 kg | A. Kukolj | 0:10     | —        | —        | ausgeschieden | ausgeschieden | ausgeschieden | ausgeschieden | ausgeschieden           | ausgeschieden           | ausgeschieden    | ausgeschieden    | 17   |

### Leichtathletik
Laufen und Gehen 
| Athleten           | Wettbewerb | Qualifikation | Qualifikation | 1. Runde | 1. Runde | Halbfinale    | Halbfinale    | Finale        | Finale        | Rang |
| Athleten           | Wettbewerb | Zeit          | Rang          | Zeit     | Rang     | Zeit          | Rang          | Zeit          | Rang          | Rang |
| ------------------ | ---------- | ------------- | ------------- | -------- | -------- | ------------- | ------------- | ------------- | ------------- | ---- |
| Männer             |            |               |               |          |          |               |               |               |               |      |
| Banuve Tabakaucoro | 100 m      | 10,59 s       | 6             | 10,70    | 55       | ausgeschieden | ausgeschieden | ausgeschieden | ausgeschieden | 55   |

### 7er-Rugby
Die Rugby-Sevens-Frauen Nationalmannschaft der Fidschi-Inseln qualifizierte sich mit dem Gewinn der Silbermedaille bei den Ozeanien-Meisterschaften der Frauen 2019 in Suva.
Die Rugby-Sevens-Männer Nationalmannschaft der Fidschi-Inseln qualifizierte sich für die Olympischen Spiele, indem sie bei den London Sevens 2019 bis ins Viertelfinale kam und sich einen Platz unter den ersten Vier der World Rugby Sevens Series 2018–2019 sicherte.
| Wettbewerb      | Frauen | Männer |
| --------------- | --- | --- |
| Athleten        | Lavena Cavuru Raijieli Daveua Sesenieli Donu Laisana Likuceva Rusila Nagasau Ana Maria Naimasi Alowesi Nakoci Roela Radiniyavuni Viniana Riwai Ana Roqica Vasiti Solikoviti Lavenia Tinai Reapi Ulunisau | Josua Vakurunabili Iosefo Masi Kalione Nasoko Jiuta Wainiqolo Asaeli Tuivuaka Meli Derenalagi Vilimoni Botitu Waisea Nacuqu Jerry Tuwai Semi Radradra Aminiasi Tuimaba Napolioni Bolaca Sireli Maqala |
| Trainer         | Saiasi Fuli | Gareth Colin Baber () |
| Gruppenphase    | Frankreich (5:12) Kanada (26:12) Brasilien (41:5) | Japan (24:19) Kanada (28:14) Großbritannien (33:7) |
| Viertelfinale   | Australien (14:12) | Australien (19:0) |
| Halbfinale      | Neuseeland (17:22 n. V.) | Argentinien (26:14) |
| Finale          | – | Neuseeland (27:12) |
| Spiel um Bronze | Großbritannien (21:12) | – |
| Platzierung     | Bronze | Gold |

### Schwimmen
| Athleten        | Wettbewerb    | Vorlauf     | Vorlauf | Halbfinale    | Halbfinale    | Finale        | Finale        | Rang |
| Athleten        | Wettbewerb    | Zeit        | Rang    | Zeit          | Rang          | Zeit          | Rang          | Rang |
| --------------- | ------------- | ----------- | ------- | ------------- | ------------- | ------------- | ------------- | ---- |
| Frauen          |               |             |         |               |               |               |               |      |
| Cheyenne Rova   | 50 m Freistil | 27,11 s     | 50      | ausgeschieden | ausgeschieden | ausgeschieden | ausgeschieden | 50   |
| Männer          |               |             |         |               |               |               |               |      |
| Taichi Vakasama | 200 m Brust   | 2:17,35 min | 35      | ausgeschieden | ausgeschieden | ausgeschieden | ausgeschieden | 35   |

### Segeln
| Athleten      | Wettbewerb   | Qualifikation | Qualifikation | Medal Race    | Medal Race    | Punkte | Rang |
| Athleten      | Wettbewerb   | Punkte        | Rang          | Punkte        | Rang          | Punkte | Rang |
| ------------- | ------------ | ------------- | ------------- | ------------- | ------------- | ------ | ---- |
| Frauen        |              |               |               |               |               |        |      |
| Sophia Morgan | Laser Radial | 356,0         | 42            | ausgeschieden | ausgeschieden | 356,0  | 42   |

### Tischtennis
Fidschi hat eine Athletin für den Tischtennis-Wettbewerb bei den Spielen gemeldet. Mit der Absage des Ozeanien-Qualifikationsturniers 2021 nahm die Olympiateilnehmerin von Rio 2016, Sally Yee, eine Einladung an, zum zweiten Mal im Dameneinzel anzutreten, als höchstplatzierte Tischtennisspielerin, auf der ITTF-Olympia-Weltrangliste Stand 1. Mai 2021.
| Athleten  | Wettbewerb | Vorrunde        | Vorrunde | 1. Runde      | 1. Runde      | 2. Runde      | 2. Runde      | 3. Runde      | 3. Runde      | Achtelfinale  | Achtelfinale  | Viertelfinale | Viertelfinale | Halbfinale    | Halbfinale    | Finale/Platz 3 | Finale/Platz 3 | Rang  |
| Athleten  | Wettbewerb | Gegner          | Erg.     | Gegner        | Erg.          | Gegner        | Erg.          | Gegner        | Erg.          | Gegner        | Erg.          | Gegner        | Erg.          | Gegner        | Erg.          | Gegner         | Erg.           | Rang  |
| --------- | ---------- | --------------- | -------- | ------------- | ------------- | ------------- | ------------- | ------------- | ------------- | ------------- | ------------- | ------------- | ------------- | ------------- | ------------- | -------------- | -------------- | ----- |
| Frauen    |            |                 |          |               |               |               |               |               |               |               |               |               |               |               |               |                |                |       |
| Sally Yee | Einzel     | Chelsea Edghill | 1:4      | ausgeschieden | ausgeschieden | ausgeschieden | ausgeschieden | ausgeschieden | ausgeschieden | ausgeschieden | ausgeschieden | ausgeschieden | ausgeschieden | ausgeschieden | ausgeschieden | ausgeschieden  | ausgeschieden  | 65–70 |